# 4034 (1986 PA)
4034 (1986 PA) је Аполо астероид са пречником од приближно 0,42 .
Афел астероида је на удаљености од 1,529 астрономских јединица (АЈ) од Сунца, а перихел на ,589 АЈ.
Ексцентрицитет орбите износи 0,443, инклинација (нагиб) орбите у односу на раван еклиптике 11,170 степени, а орбитални период износи 398,342 дана (1,090 годину).
Апсолутна магнитуда астероида је 18,1 а геометријски албедо 0,52.
Астероид је откривен 2. августа 1986. године.